# Electric Ladyland
Electric Ladyland е трети студиен и първи двоен албум на The Jimi Hendrix Experience, издаден през октомври 1968. Албумът е връх в развитието на Джими Хендрикс като китарист, считан за един от най-великите и влиятелни рок албуми на всички времена. Това е последният студиен албум както на групата Experience, така и на Джими Хендрикс. Следващите албуми са издадени след смъртта му и много от песните нямат завършен вид.
Албумът е доказателство за разширяването на музикалните идеи и талант на Хендрикс – включваща психеделичната „Burning of the Midnight Lamp“, 15-минутния блус джем „Voodoo Chile“, ню Орлеанския рок енд рол „Come On“, епичния студиен експеримент „1983... (A Merman I Should Turn to Be)“, и политическата „House Burning Down“.

## Запис
След проблемно турне в Скандинавия и Англия, Джими Хендрикс решава да се върне в Америка за записите на новия албум. Желанието му е те да се състоят в Electric Lady Studios (завършено едва през 1970 година), но поради проблеми със строителството се налага да ползват Record Plant Studios. Продуцентът на двата предишни албума Чаз Чандлър споделя, че периода на записи е бил хаотичен. Оказва се, че докато The Jimi Hendrix Experience записват песни за Axis: Bold as Love, записват и за другия албум – Electric Ladyland. Причината за това са постоянните турнета на групата, която се опитва да се наложи на американския пазар, след като е завладяла европейския. Самото турне е хаотично, защото са вписани дати през ден, включващи градове намиращи се на хиляди километри един от друг. В края на турнето групата е изминала десетки хиляди километри. В свободните дни е уредено да се записват парчетата като целия график не се отразява положително на членовете на групата, но в крайна сметка желанието за пробив в САЩ надделява. Хендрикс, който се чувства в свои води в Ню Йорк се отпуска. Известен дотогава с дисциплината си, сега той се наслаждава на записите и десетките излишни хора в студиото се оказват голям проблем за всички вътрешни лица. Продуцентът Чаз Чандлър напуска през май 1968, раздразнен от липсата на ред и развитие в студиото (за разлика от него, Хендрикс най-накрая е задоволен – на 43-тия опит решава, че „Gypsy Eyes“ звучи правилно), като се връща в Англия и продава своя дял на Майкъл Джефри. Докато записва Хендрикс обича да ходи по клубовете, в които е свирил преди да замине за Англия. Много често той свири до ранни зори в заведенията с богатата артистична среда на Ню Йорк – някои още помнят вечерта, когато той дели една сцена с Боб Дилън. Хаосът може да се усети в песента „Voodoo Chile“ – 15-минутен блус, в който, макар и добавени впоследствие, могат да се чуят възгласите на тълпата доведени в студиото външни лица. Разногласия възникват и между Хендрикс и басиста Ноел Рединг. Разминаването в работните им времена води до спорове, като Рединг отказва да записва нощно време. Това разминаване води до две песни – „Little Miss Strange“, която е изцяло записана и изпята от Рединг. Включена е в албума като признание от Хендрикс към него. От своя страна Хендрикс записва в ранните часове един експеримент, който впоследствие се превръща в песента „1983... (A Merman I Should Turn to Be)“ – на бас китара свири самият той. В някои песни басът липсва, заменен изцяло от орган. За пръв път Хендрикс свири с толкова много музиканти – в записите вземат дейно участие Дейв Мейсън, Джак Кесиди, Бъди Майлс, Стив Уинууд, Ал Купър, Майк Финигън (на когото дори не е платено), Фреди Смит и Крис Ууд. В студиото гостуват и други известни лица, но тяхното участие не е включено – един от тях е Брайън Джоунс от The Rolling Stones. Известен с перфекционизма си Хендрикс дълго търси правилния звук – кара Дейв Мейсън 20 пъти да изсвири правилно началото на „All Along the Watchtower“. Усилията си струват, тъй като самия автор на песента Боб Дилън признава кавъра на Хендрикс за по-добър.

## Издаване
Издаден на 16 октомври 1968 година, Electric Ladyland е първият албум на групата, който стига до челна позиция в американските класации. Въпреки фотосесиите в Ню Йорк, издателите в Англия се спират на идеята на обложката да позират голи жени. Това вбесява Хендрикс, който няма желание да бъде свързван само с женската част от публиката. Обложката е една от причините албумът да стигне само до 5-а позиция в Англия. Друг проблем за него идва от звукозаписната компания, която бърка името на албума – „Electric Landlady“. Албумът едва не е издаден под това име, когато Хендрикс забелязва този малък гаф.

## Влияние
Electric Ladyland на Experience е признат за един от най-влиятелните албуми на 60-те години. За много от гостуващите музиканти участието им в този албум се смята за връх в развититето им. Албумът вдъхновява много от легендраните групи през следващото десетилетие – Black Sabbath с тежките рифове, Led Zeppelin със сценичното поведение и китарните рифове, и Pink Floyd с психеделичното звучене и дългите песни. Албумът е включен в списъка на „1001 песни, които трябва да чуете преди да умрете“. Издаден в разгара на Виетнамската война, песните в него стават любими на американските войници.

## Списък на песните
Всички песни са написани от Джими Хендрикс, освен обозначените.
1. ...And the Gods Made Love – 1:21
2. „Have You Ever Been (To Electric Ladyland)“ – 2:11
3. „Crosstown Traffic“ – 2:26
4. „Voodoo Chile“ – 15:05
5. „Little Miss Strange“ (Ноел Рединг) – 2:52
6. „Long Hot Summer Night“ – 3:27
7. „Come On (Let the Good Times Roll)“ (Ърл Кинг) – 4:09
8. „Gypsy Eyes“ – 3:43
9. „Burning of the Midnight Lamp“ – 3:39
10. „Rainy Day, Dream Away“ – 3:42
11. „1983... (A Merman I Should Turn to Be)“ – 13:39
12. „Moon, Turn the Tides...Gently Gently Away“ – 1:01
13. „Still Raining, Still Dreaming“ – 4:25
14. „House Burning Down“ – 4:33
15. „All Along the Watchtower“ (Боб Дилън) – 4:00
16. „Voodoo Child (Slight Return)“ – 5:13

## Състав
- Джими Хендрикс – китара, бас китара, казу, вокали
- Ноел Рединг – бас китара, вокал в песента „Little Miss Strange“
- Мич Мичъл – барабани
- Джак Кесиди – бас китара в песента „Voodoo Chile“
- Майк Финигън – орган в песните „Rainy Day, Dream Away“ и „Still Raining, Still Dreaming“
- Ал Купър – пиано в „Long Hot Summer Night“
- Дейв Мейсън – китара в песента „All Along the Watchtower“
- Бъди Майлс – барабани в песните „Rainy Day, Dream Away“ и „Still Raining, Still Dreaming“
- Стив Уинууд – орган в песента „Voodoo Chile“